# Protochauliodes
Protochauliodes là một chi trong họ Corydalidae. Có khoảng 13 loài được mô tả trong Protochauliodes.

## Các loài
13 loài này thuộc chi Protochauliodes:
- Protochauliodes aridus Maddux, 1954
- Protochauliodes biconicus Kimmins, 1954
- Protochauliodes bullocki Flint, 1973
- Protochauliodes cascadius Evans, 1984
- Protochauliodes cinerascens (Blanchard, 1851)
- Protochauliodes dubitatus (Walker, 1853)
- Protochauliodes eungella Theischinger, 1988
- Protochauliodes humeralis (Banks, 1908)
- Protochauliodes kirramae Theischinger, 1983
- Protochauliodes minimus (Davis, 1903)
- Protochauliodes montivagus Chandler, 1954
- Protochauliodes simplus Chandler, 1954
- Protochauliodes spenceri Munroe, 1951